# Melanchra splendens
Melanchra splendens är en fjärilsart som beskrevs av Stephens 1828. Melanchra splendens ingår i släktet Melanchra och familjen nattflyn. Inga underarter finns listade i Catalogue of Life.